# Dorothy Greenhough-Smith
Dorothy Vernon Greenhough-Smith, z domu Muddock (ur. 27 września 1882 w Yarm, zm. 9 maja 1965 w Royal Tunbridge Wells) – brytyjska łyżwiarka figurowa startująca w konkurencji solistek. Brązowa medalistka olimpijska z Londynu (1908), wicemistrzyni świata (1912) oraz dwukrotna mistrzyni Wielkiej Brytanii (1908, 1911).
Jej ojcem był dziennikarz i pisarz powieści detektywistycznych, James Edward Preston Muddock. W 1900 roku Dorothy została drugą żoną pisarza Herberta Greenhough-Smitha, który pracował w „The Strand Magazine”. Po zakończeniu kariery łyżwiarskiej urodziła jedynego syna, który zmarł w wieku niemowlęcym. 
Uprawiała również tenis ziemny. W 1914 roku wzięła udział w Wimbledonie, w którym odpadła w pierwszej rundzie gry pojedynczej kobiet i w drugiej rundzie gry podwójnej kobiet.

## Osiągnięcia
| Zawody                        | 1906           | 1907           | 1908           | 1909           | 1910           | 1911           | 1912           |                |                |                |                |                |                |                |                |                |                |
| Międzynarodowe                | Międzynarodowe | Międzynarodowe | Międzynarodowe | Międzynarodowe | Międzynarodowe | Międzynarodowe | Międzynarodowe | Międzynarodowe | Międzynarodowe | Międzynarodowe | Międzynarodowe | Międzynarodowe | Międzynarodowe | Międzynarodowe | Międzynarodowe | Międzynarodowe | Międzynarodowe |
| ----------------------------- | -------------- | -------------- | -------------- | -------------- | -------------- | -------------- | -------------- | -------------- | -------------- | -------------- | -------------- | -------------- | -------------- | -------------- | -------------- | -------------- | -------------- |
| Igrzyska olimpijskie          |                |                | 3              |                |                |                |                |                |                |                |                |                |                |                |                |                |                |
| Mistrzostwa świata            | 5              |                |                |                |                |                | 2              |                |                |                |                |                |                |                |                |                |                |
| Krajowe                       |                |                |                |                |                |                |                |                |                |                |                |                |                |                |                |                |                |
| Mistrzostwa Wielkiej Brytanii |                |                | 1              |                |                | 1              |                |                |                |                |                |                |                |                |                |                |                |